# Râul Belciugatele
Râul Belciugatele este un curs de apă, afluent al Mostiștei.